# Cybaeus petegarinus
Cybaeus petegarinus är en spindelart som beskrevs av Takeo Yaginuma 1972. Cybaeus petegarinus ingår i släktet Cybaeus och familjen vattenspindlar. Inga underarter finns listade i Catalogue of Life.